# Hugo Berggren

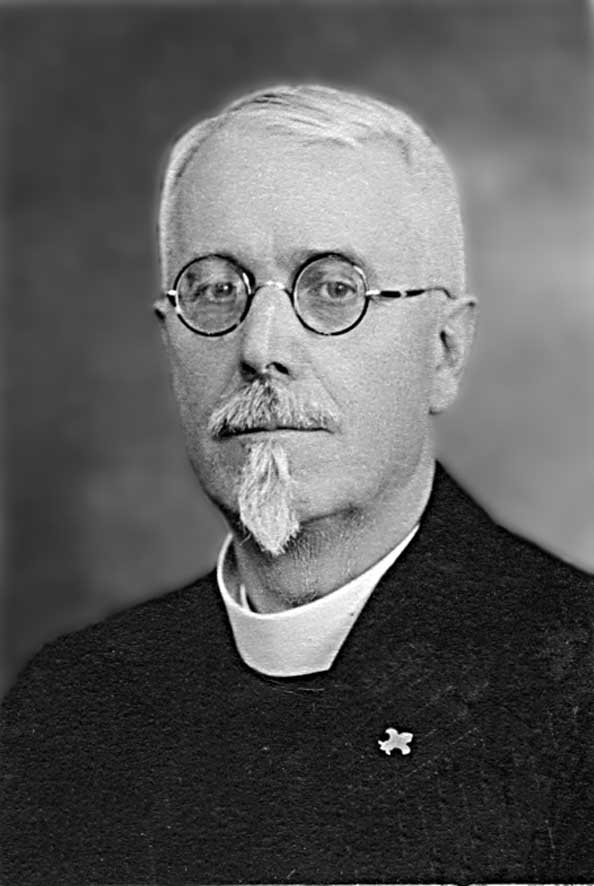
Hugo Berggren.

Karl Hugo Berggren, född 4 april 1870 i Säfsnäs församling, Kopparbergs län, död 25 oktober 1944 i Västerås, var en svensk präst.
Berggren, som var son till en organist, avlade dimissionsexamen och praktisk teologisk examen vid Uppsala universitet 1893 samt prästvigdes i Västerås stift och avlade folkskollärarexamen i Uppsala samma år. Han blev brukspredikant vid Norns bruk 1897, komminister i Stjärnsunds församling 1901, i Falun 1910, regementspastor vid Dalregementet 1914, domkyrkosyssloman i Västerås 1925 och regementspastor vid Västmanlands regemente samma år. 
Berggren var Svenska kyrkans diakonistyrelses stiftsombud 1911 samt domkapitlets ombud vid organistexamen i Falun 1916 och i Västerås 1925. Utöver nedanstående skrifter utgav han predikningar och uppsatser rörande bland annat kyrkosång och diakoni. Åren 1920–1944 var Berggren confessor i Societas Sanctæ Birgittæ. Han blev ledamot av Vasaorden 1929 och av Nordstjärneorden 1938. Berggren vilar på Hovdestalunds kyrkogård i Västerås.